# Monte Quemado
Monte Quemado es la ciudad cabecera del departamento Copo, provincia de Santiago del Estero, Argentina, en la región del Chaco Austral, prácticamente en la zona fitogeográfica El Impenetrable.

## Ubicación
Se halla sobre la RN 16, ruta que corre paralela al Ramal C12 del Ferrocarril General Belgrano y al acueducto derivador desde el río Salado del Norte llamado Canal de Dios. Precisamente en Monte Quemado se inicia un ramal de tal acueducto, este ramal que se dirige hacia el sur se denomina Canal Virgen del Carmen, el cual corre paralelo a la ruta provincial RP 5 que comunica a Monte Quemado con Campo Gallo. Otra vía terrestre que coincide con la RN 16 y la ruta provincial 5 en Monte Quemado es la ruta provincial RP 4. Es además una ciudad estratégica en el paso entre Salta y Jujuy a Resistencia y Corrientes.

## Toponimia
Los primeros pobladores, provenientes del sur de la provincia al encontrarse con esta extensa región de cenizas calcinantes y restos semiquemados de troncos carbonizados, la denominaron como Sacha Rupaj; puesto que eran quichuas y Sacha Rupaj quiere decir en esa lengua Monte Quemante o Monte caliente. El nombre traducido al castellano se utiliza en forma oficial cuando el presidente de facto de la nación José Félix Uriburu lo decreta y hace saber a la Dirección General de Ferrocarriles.

## Población
Actualmente, cuenta con 12 543 habitantes, lo que representa un incremento del 10,2% frente a los 11 387 habitantes (Indec, 2001) del censo anterior.
| Gráfica de evolución demográfica de Monte Quemado entre 1960 y 2010 |
|                                                                     |
| Fuentes: INDEC                                                      |

## Historia[5]
Las naciones originarias que habitaron la zona antes de la llegada del ferrocarril fueron cazadores, aislados de otras etnias por las características propias de El Impenetrable. Se instalaron cerca de las aguadas que dejaban las crecidas del río Salado.
El nacimiento y evolución fue condicionado por el río Salado, el ferrocarril y su consecuente explotación forestal; es una franja de quebrachos y algarrobos milenarios y posee una superficie de 13.785 km². Está atravesado por el ferrocarril General Belgrano y la ruta nacional N.º 16 que lo cruzan este a oeste uniendo la provincia del Chaco con Salta.
Anteriormente el departamento de Copo tenía como cabecera a San José del Boquerón; pero con la llegada del ferrocarril pasa a ser capital la ciudad de Monte Quemado.
Fue fundado el 5 de octubre de 1932; aunque ya tenía asentamientos dispersos por toda la zona desde hace unos cien años. Estos asentamientos se comenzaron a organizar como pueblo, con la llegada del ferrocarril en la década del 20 hasta el reconocimiento oficial de la cámara de diputados de la provincia, mediante ley de fundación N.º 1176/33.
Recién en el año 1934 tuvo su primer comisionado municipal, Mardoqueo Sayago. En el año 1938 siendo comisionado municipal el señor Lorenzo Acuña, se hacen las primeras mensuras para conformar el plano oficial de Monte Quemado. Entonces se desmalezan, se trazan y nivelan las primeras calles del naciente pueblo, las existentes Avenidas 25 de Mayo y 9 de Julio y sus laterales, hasta entonces estas calles eran senderos que se iban abriendo naturalmente a medida que los pobladores iban transitando.
La explotación forestal fue y sigue siendo la principal actividad económica del pueblo seguida por la ganadería y con menor relevancia la agricultura. Los productos de quebracho colorado fueron utilizados históricamente para la construcción de líneas ferroviarias y alambrados, así como para la extracción del tanino utilizado en las curtiembres
Los pioneros debieron enfrentar la dureza del clima y la falta de agua. El ferrocarril transportaba los productos forestales producidos y los suministros de mercadería necesarios para consumo humano. En los primeros años el agua era transportada hasta el pueblo por ferrocarril. Sin embargo poco después de 1940 el suministro sería insuficiente para la población por lo que tuvieron que realizarse las primeras perforaciones. Luego se inició la construcción de un canal que iba a partir del río Salado, llevando agua potable a las localidades del departamento Copo. En 1977 se inauguró el Canal de Dios que desde entonces dio vida a Monte Quemado.
El paisaje de Monte Quemado en aquella época era muy distinto al actual. A metros de la población se encontraba el majestuoso Impenetrable, inexplorado por el hombre y plagado de tigres, suris, guanacos, guasunchas, jabalíes y otras especies que hoy se encuentran en serio peligro de extinción.

## Imágenes

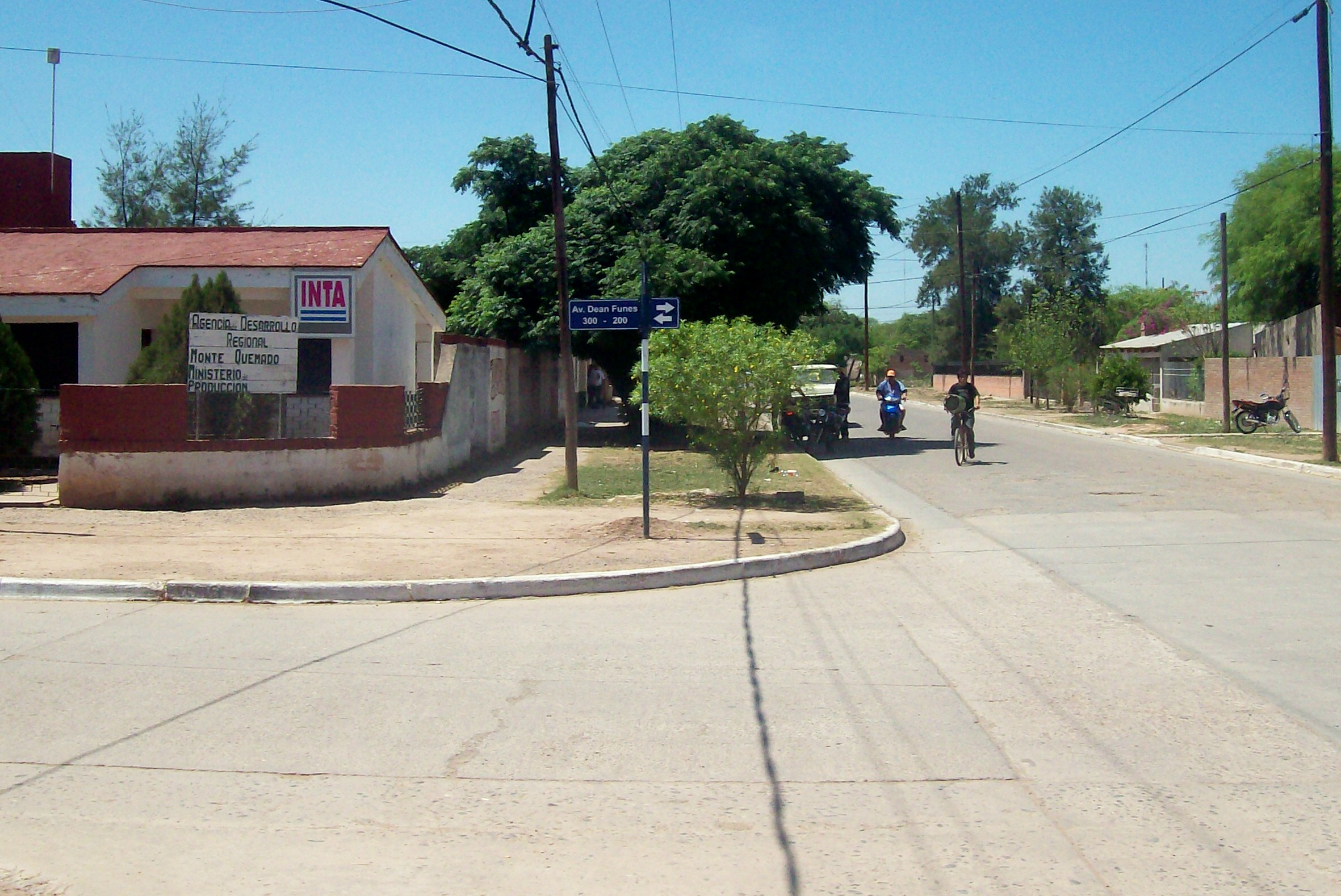
INTA
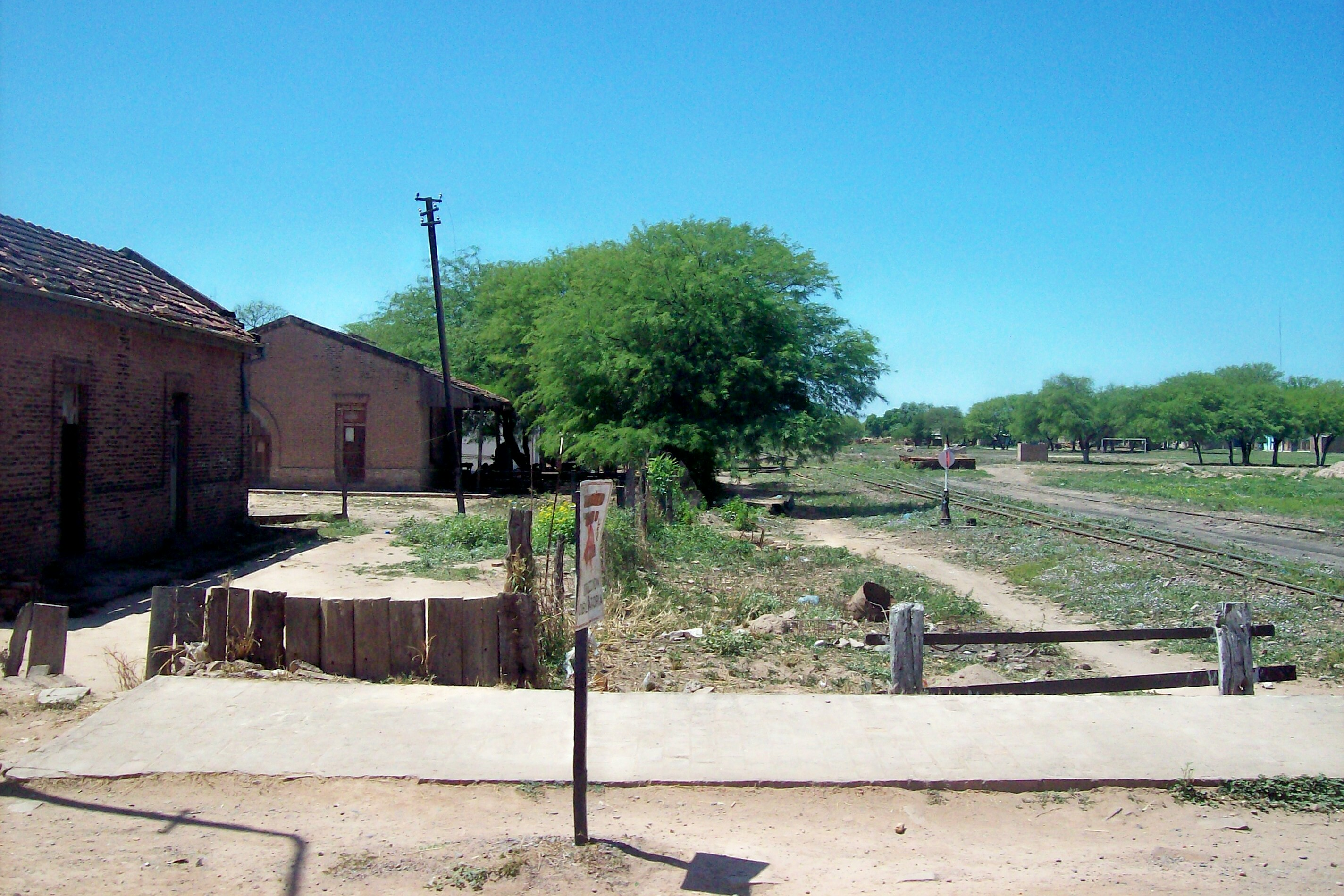
Estación de tren

## Parroquias de la Iglesia católica en Monte Quemado
| Diócesis   | Añatuya                                                    |
| ---------- | ---------------------------------------------------------- |
| Parroquias | Nuestra Señora del Perpetuo Socorro, San Francisco de Asís |